# ランドスライド (オリビア・ニュートン＝ジョンの曲)
「ランドスライド」(Landslide)は、オリビア・ニュートン＝ジョンの楽曲。12枚目のスタジオ・アルバム『虹色の扉』からイギリスでは2枚目、全世界では3枚目のシングルとして発売された。

## ミュージック・ビデオ
ミュージック・ビデオでは後に配偶者となるマット・ラッタンジーが相手役として出演している。監督はブライアン・グラントが務めた。

## 収録曲
7" シングル
| #  | タイトル                      | 作詞 | 作曲・編曲 | 時間 |
| -- | ----------------------------- | ---- | ---------- | ---- |
| 1. | 「ランドスライド」(Landslide) |      |            | 3:50 |
| 2. | 「絆はふたたび」(Recovery)    |      |            | 4:20 |

## チャート

### 週間チャート
| チャート (1982年)                  | 最高位 |
| ---------------------------------- | ------ |
| ベルギー (Ultratop 50 Flanders)    | 18     |
| オランダ (Single Top 100)          | 39     |
| イギリス (Official Charts Company) | 18     |
| US Billboard Hot 100               | 52     |
| US Cash Box Top Singles            | 54     |